# LonWorks
LonWorks és un estàndard de comunicació per xarxa (ANSI/CEA-709, IEC 14908, GB/Z 20177.1) basat en OSI, utilitzat en instal·lacions domòtiques. Aplica a sistemes electrònics per habitatges i edificis (HBES) com per exemple instal·lacions d'enllumenat i HVAC (ventilació, calefacció i aire condicionat). Aquest estàndard és administrat per l'empresa Echelon Corporation.

## Història
- Mike Markula, un dels fundadors originals d'Apple Inc, crea Echelon Corporation l'any 1983 i dissenya la tecnologia LonWorks[5]
- L'any 1999 el protocol LonWorks és lliurat a l'organització ANSI i és acceptat com a estàndard ANSI-709.
- L'any 2005, CENELEC crea la norma EN 14908 basada en LonWorks.
- L'any 2006, la Xina ratifica la norma GB/Z 20177.1 basada en LonWorks.

## Detalls Tècnics
- Capa física (PHY): els suports més emprats son el cable parell trenat i PLC (Power Line Communication)[6]
- La implementació del protocol es realitza mitjançant un citcuit integrat anomenat Neurona, que consisteix en dos nuclis microprocessadors de 8 bits.
- El protocol implementa és de tipus xarxa neuronal.